# Campionat del món de ciclisme en pista de 2020
El CXVII Campionat del món de ciclisme en pista se celebra del 26 de febrer l'1 de març a Berlín (Alemanya) sota l'organització de la Unió Ciclista Internacional (UCI) i la Federació Alemanya de Ciclisme.
Les competicions es realitzen al Velòdrom de Berlín. Es disputaran 19 proves, 10 masculines i 9 femenines.

## Medalles

### Taula de medalles
| #  | País            | 1 | 2 | 3 | Total |
| -- | --------------- | - | - | - | ----- |
| 1  | Països Baixos   | 6 | 2 | 1 | 9     |
| 2  | Alemanya        | 4 | 1 | 3 | 8     |
| 3  | Estats Units    | 2 | 3 | 0 | 5     |
| 4  | Dinamarca       | 2 | 0 | 0 | 2     |
| 5  | Itàlia          | 1 | 2 | 3 | 6     |
| 6  | França          | 1 | 2 | 2 | 5     |
| 7  | Regne Unit      | 1 | 2 | 1 | 4     |
| 8  | Nova Zelanda    | 1 | 2 | 0 | 3     |
| 9  | Japó            | 1 | 1 | 0 | 2     |
| 10 | Belarús         | 1 | 0 | 0 | 1     |
| 11 | Austràlia       | 0 | 1 | 2 | 3     |
| 12 | Espanya         | 0 | 1 | 1 | 2     |
| 13 | Corea del Sud   | 0 | 1 | 0 | 1     |
| 13 | Mèxic           | 0 | 1 | 0 | 1     |
| 13 | Rússia          | 0 | 1 | 0 | 1     |
| 16 | Malàisia        | 0 | 0 | 2 | 2     |
| 17 | Hong Kong       | 0 | 0 | 1 | 1     |
| 17 | Noruega         | 0 | 0 | 1 | 1     |
| 17 | Polònia         | 0 | 0 | 1 | 1     |
| 17 | Portugal        | 0 | 0 | 1 | 1     |
| 17 | R.P. de la Xina | 0 | 0 | 1 | 1     |

### Homes
| Prova                 | 1                                                                                      | 2                                                                         | 3                                                                         |
| --------------------- | -------------------------------------------------------------------------------------- | ------------------------------------------------------------------------- | ------------------------------------------------------------------------- |
| Esprint               | Harrie Lavreysen · Països Baixos                                                       | Jeffrey Hoogland · Països Baixos                                          | Azizulhasni Awang · Malàisia                                              |
| 1 km contrarellotge   | Sam Ligtlee · Països Baixos                                                            | Quentin Lafargue · França                                                 | Michaël D'Almeida · França                                                |
| Persecució individual | Filippo Ganna · Itàlia                                                                 | Ashton Lambie · Estats Units                                              | Corentin Ermenault · França                                               |
| Persecució per equips | Dinamarca Lasse Norman Hansen · Julius Johansen · Frederik Rodenberg · Rasmus Pedersen | Nova Zelanda Campbell Stewart · Corbin Strong · Aaron Gate · Jordan Kerby | Itàlia Simone Consonni · Filippo Ganna · Francesco Lamon · Jonathan Milan |
| Esprint per equips    | Països Baixos Roy van den Berg · Harrie Lavreysen · Jeffrey Hoogland                   | Regne Unit Ryan Owens · Jack Carlin · Jason Kenny                         | Austràlia Thomas Cornish · Nathan Hart · Matthew Richardson               |
| Keirin                | Harrie Lavreysen · Països Baixos                                                       | Yuta Wakimoto · Japó                                                      | Azizulhasni Awang · Malàisia                                              |
| Scratch               | Iauhèn Karaliok · Belarús                                                              | Simone Consonni · Itàlia                                                  | Sebastián Mora · Espanya                                                  |
| Cursa per punts       | Corbin Strong · Nova Zelanda                                                           | Sebastián Mora · Espanya                                                  | Roy Eefting · Països Baixos                                               |
| Màdison               | Dinamarca Lasse Norman Hansen · Michael Mørkøv                                         | Nova Zelanda Campbell Stewart · Aaron Gate                                | Alemanya Roger Kluge · Theo Reinhardt                                     |
| Òmnium                | Benjamin Thomas · França                                                               | Jan-Willem van Schip · Països Baixos                                      | Matthew Walls · Regne Unit                                                |